# Anastasija Vojnova
Anastasija Sergeevna Vojnova (in russo Анастасия Сергеевна Войнова?; Tula, 5 febbraio 1993) è una pistard russa, vincitrice di due medaglie olimpiche nella velocità a squadre, l'argento ai Giochi di Rio 2016 e il bronzo ai Giochi di Tokyo 2020, di quattro titoli mondiali, due nei 500 metri a cronometro e due nella velocità a squadre, e di tredici titoli europei Elite.
Dal 17 ottobre 2015 al 7 ottobre 2016 ha detenuto il record del mondo femminile nei 500 metri a cronometro, 32"794, fatto segnare sulla pista di Grenchen.

## Palmarès
- 2012

Classifica finale Coppa del mondo 2011-2012, 500 metri a cronometro
Memorial Lesnikov, velocità a squadre (con Dar'ja Šmelëva)
Campionati europei Juniores & U23, 500 metri a cronometro Under-23
Campionati europei Juniores & U23, velocità a squadre Under-23 (con Viktorija Baranova)
Grand Prix of Moscow, velocità
- 2013

Memorial Lesnikov, 500 metri a cronometro
Memorial Lesnikov, velocità a squadre (con Ekaterina Gnidenko)
Campionati europei Juniores & U23, velocità Under-23
3ª prova Coppa del mondo 2013-2014, 500 metri a cronometro
- 2014

Memorial Lesnikov, velocità a squadre (con Dar'ja Šmelëva)
Cottbuser SprintCup, velocità
Campionati europei Juniores & U23, velocità Under-23
Campionati europei Juniores & U23, 500 metri a cronometro Under-23
Campionati europei Juniores & U23, velocità a squadre Under-23 (con Dar'ja Šmelëva)
Campionati europei, velocità
Campionati europei, 500 metri a cronometro
Campionati europei, velocità a squadre (con Elena Brežniva)
1ª prova Coppa del mondo 2014-2015, velocità
- 2015

Campionati del mondo, 500 metri a cronometro
Memorial Lesnikov, velocità
Memorial Lesnikov, velocità a squadre (con Dar'ja Šmelëva)
Cottbuser SprintCup, 500 metri a cronometro
Campionati europei Juniores & U23, velocità Under-23
Campionati europei Juniores & U23, 500 metri a cronometro Under-23
Campionati europei Juniores & U23, velocità a squadre Under-23 (con Dar'ja Šmelëva)
Campionati europei, 500 metri a cronometro
Campionati europei, velocità a squadre (con Dar'ja Šmelëva)
- 2016

3ª prova Coppa del mondo 2015-2016, velocità a squadre (con Dar'ja Šmelëva)
Campionati del mondo, velocità a squadre (con Dar'ja Šmelëva)
Campionati del mondo, 500 metri a cronometro
Grand Prix of Minsk, 500 metri a cronometro
Grand Prix of Tula, velocità a squadre (con Dar'ja Šmelëva)
Memorial Lesnikov, velocità a squadre (con Dar'ja Šmelëva)
Campionati europei, velocità a squadre (con Dar'ja Šmelëva)
- 2017

4ª prova Coppa del mondo 2016-2017, velocità a squadre (Los Angeles, con Dar'ja Šmelëva)
Campionati del mondo, velocità a squadre (con Dar'ja Šmelëva)
Grand Prix of Moscow, velocità
Japan Track Cup #1, velocità
Japan Track Cup #2, velocità
Campionati europei, velocità a squadre (con Dar'ja Šmelëva)
- 2018

1ª prova 4-Bahnen-Tournee, velocità (Singen)
Grand Prix of Moscow, velocità
Grand Prix of Moscow, 500 metri a cronometro
Campionati russi, velocità
Campionati europei, velocità a squadre (con Dar'ja Šmelëva)
1ª prova Coppa del mondo 2018-2019, velocità a squadre (Saint-Quentin-en-Yvelines, con Dar'ja Šmelëva)
3ª prova Coppa del mondo 2018-2019, velocità a squadre (Berlino, con Dar'ja Šmelëva)
- 2019

Giochi europei, velocità a squadre (con Dar'ja Šmelëva)
Giochi europei, velocità
Campionati russi, velocità
Campionati europei, velocità a squadre (con Ekaterina Rogovaja e Dar'ja Šmelëva)
Campionati europei, velocità
Campionati europei, keirin
4ª prova Coppa del mondo 2019-2020, velocità (Cambridge)
- 2020

Grand Prix of Tula, velocità a squadre (con Jana Tyščenko)
Grand Prix of Tula, velocità
Grand Prix of Tula, keirin
Campionati russi, keirin
Campionati europei, velocità a squadre (con Natal'ja Antonova, Ekaterina Rogovaja e Dar'ja Šmelëva)
Campionati europei, velocità
- 2021

Grand Prix of Moscow, velocità a squadre (con Dar'ja Šmelëva e Jana Tyščenko)
Grand Prix of Saint-Petersburg, velocità a squadre (con Dar'ja Šmelëva e Jana Tyščenko)
3ª prova Coppa delle Nazioni, velocità a squadre (San Pietroburgo, con Jana Tyščenko e Natal'ja Antonova)
3ª prova Coppa delle Nazioni, velocità (San Pietroburgo)

## Piazzamenti

### Competizioni mondiali
- Campionati del mondo

Melbourne 2012 - Velocità a squadre: 6ª
Melbourne 2012 - 500 metri: 15ª
Minsk 2013 - Velocità a squadre: 6ª
Minsk 2013 - 500 metri: 5ª
Minsk 2013 - Velocità: 16ª
Cali 2014 - Velocità a squadre: 4ª
Cali 2014 - 500 metri: 3ª
Cali 2014 - Velocità: 18ª
Saint-Quentin-en-Yvelines 2015 - Velocità a squadre: 2ª
Saint-Quentin-en-Yvelines 2015 - 500 metri: vincitrice
Saint-Quentin-en-Yvelines 2015 - Velocità: 6ª
Londra 2016 - Velocità a squadre: vincitrice
Londra 2016 - 500 metri: vincitrice
Londra 2016 - Keirin: 13ª
Londra 2016 - Velocità: 9ª
Hong Kong 2017 - Velocità a squadre: vincitrice
Hong Kong 2017 - 500 metri: 3ª
Hong Kong 2017 - Keirin: 8ª
Hong Kong 2017 - Velocità: 7ª
Apeldoorn 2018 - Velocità a squadre: 3ª
Apeldoorn 2018 - Velocità: 12ª
Apeldoorn 2018 - Keirin: 17ª
Pruszków 2019 - Velocità a squadre: 2ª
Pruszków 2019 - Velocità: 6ª
Pruszków 2019 - Keirin: 11ª
Berlino 2020 - Velocità a squadre: 4ª
Berlino 2020 - Velocità: 2ª
Berlino 2020 - 500 metri: 5ª
Berlino 2020 - Keirin: 13ª
Roubaix 2021 - Velocità a squadre: 2ª
Pruszków 2019 - Velocità: 12ª
Pruszków 2019 - 500 metri: 2ª
- Giochi olimpici

Rio de Janeiro 2016 - Velocità a squadre: 2ª
Rio de Janeiro 2016 - Keirin: 4ª
Rio de Janeiro 2016 - Velocità: 8ª
Tokyo 2020 - Velocità a squadre: 3ª
Tokyo 2020 - Keirin: 19ª
Tokyo 2020 - Velocità: 12ª